# Haus der Industrie (Düren)

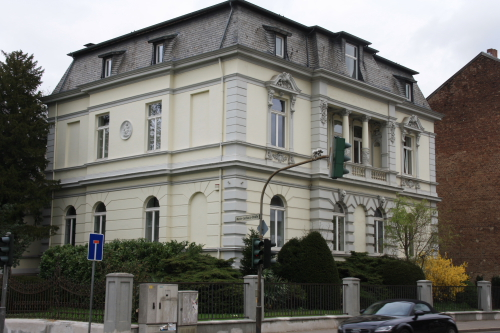
Das Haus der Industrie

Das Haus der Industrie ist ein denkmalgeschütztes Gebäude in Düren, Nordrhein-Westfalen. Es steht an der Ecke Tivolistraße/Marie-Juchacz-Straße und hat die Hausanschrift Tivolistraße 76.
Das Haus der Industrie ist die ehemalige Villa des Dürener Fabrikanten Carl Schleicher. Das Gebäude wurde um 1890 erbaut. Es handelt sich um eine zweigeschossige neobarocke Villa mit fünf zu drei Achsen und schiefergedecktem Mansarddach.
Im Haus sind heute (2011) die Vereine Vereinigten Industrieverbände von Düren, Jülich, Euskirchen und Umgebung e.V., Industrie-Wasser-Umweltschutz e.V. und ein Rechtsanwalt beheimatet.
Das Bauwerk ist unter Nr. 1/006 in die Denkmalliste der Stadt Düren eingetragen.